# Fédération internationale catholique d'éducation physique et sportive

logo historique de la FICEP.

La Fédération internationale catholique d'éducation physique et sportive (FICEP) est une organisation non gouvernementale internationale regroupant les fédérations sportives catholiques nationales européennes et africaines. Elle est fondée entre 1906 et 1911, sous le nom d'Union internationale des œuvres catholiques d'éducation physique (UIOCEP), à la demande du pape Pie X et à l'initiative conjointe des fédérations italienne, belge et française.
Elle est alors présidée par un garde noble du Vatican, Mario di Carpegna, qui laisse la place en 1919 pour se consacrer à la structuration du scoutisme catholique italien puis international. Entre les deux guerres, alors qu'on enregistre l'adhésion des pays d'Europe orientale, celle de l'Allemagne pose longtemps problème à la Belgique et aux Alsaciens de la Fédération gymnastique et sportive des patronages de France. Il faut toute la diplomatie de Félix van de Kerkhove et Armand Thibaudeau, respectivement président et secrétaire général, ainsi que la signature du traité de Locarno pour y aboutir en 1927.
Après la guerre 1939-1945, l'Union internationale des œuvres catholiques d'éducation physique devient la Fédération internationale catholique d'éducation physique et sportive. La décolonisation française entraîne l'adhésion d'une nouvelle nation, Madagascar et la chute du mur de Berlin le retour des nations d'Europe orientale disparues avec l'Armistice et la conférence de Yalta. En dépit de l'adhésion récente du Gabon, la Fédération internationale catholique d'éducation physique et sportive reste une fédération essentiellement européenne.

## Historique

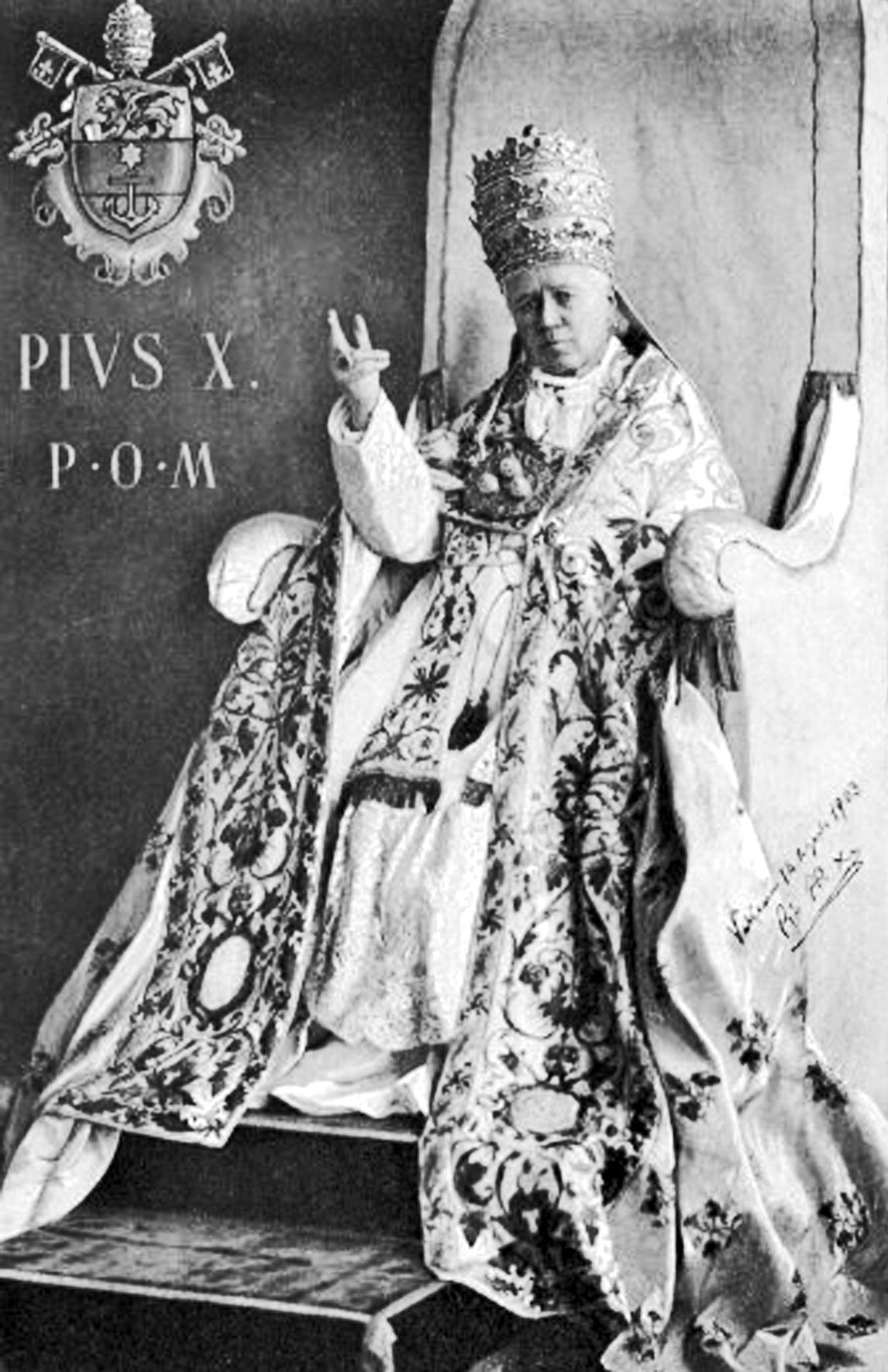
Le pape Pie X
(1903-1914).

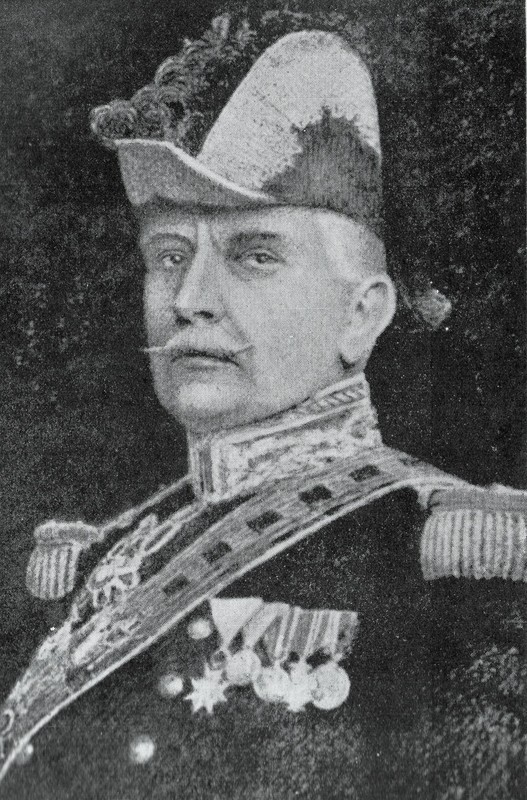
Mario di Carpegna, premier président de l’UIOCEP.

Confrontées à une forte pression politique anticléricale  les sections de gymnastique de la Fédération nationale des sociétés catholiques de gymnastique et d'armes de Belgique (FNSCGAB) et des patronages paroissiaux de la Fédération gymnastique et sportive des patronages de France (FGSPF) sont déjà regroupées en fédérations nationales quand le pape Pie X accorde en 1905 une entrevue à Pierre de Coubertin. Convaincu par le rénovateur des Jeux olympiques, le pape missionne aussitôt un de ses gardes nobles, Mario di Carpegna, pour créer la Fédération des associations sportives catholiques italiennes (FASCI). Ce qui est fait en 1906, à la suite d'un premier congrès associé à un concours qui a réuni à Rome dès l'année précédente 33 sociétés de gymnastique et 400 athlètes et cyclistes à l'appel du Vatican.
En 1906 puis en 1908 environ 2 000 participants venus respectivement de France, de Belgique, d'Irlande, du Canada et d'Italie se rencontrent à Rome sous l'égide du pape qui émet le vœu de voir perdurer ces rassemblements européens de jeunes sportifs chrétiens. La France propose alors d'organiser la rencontre suivante en 1909 à Nancy mais le ministre de l'Intérieur fait pression sur la municipalité et il faut y renoncer ; le concours international se tient à Milan. Après ce premier échec, un concours international rassemble environ 10 000 gymnastes à Nancy du 29 juillet au 1er août 1911 à l’initiative du Dr Paul Michaux, président fondateur de la FGSPF.

### Union internationale des œuvres catholiques d’éducation physique

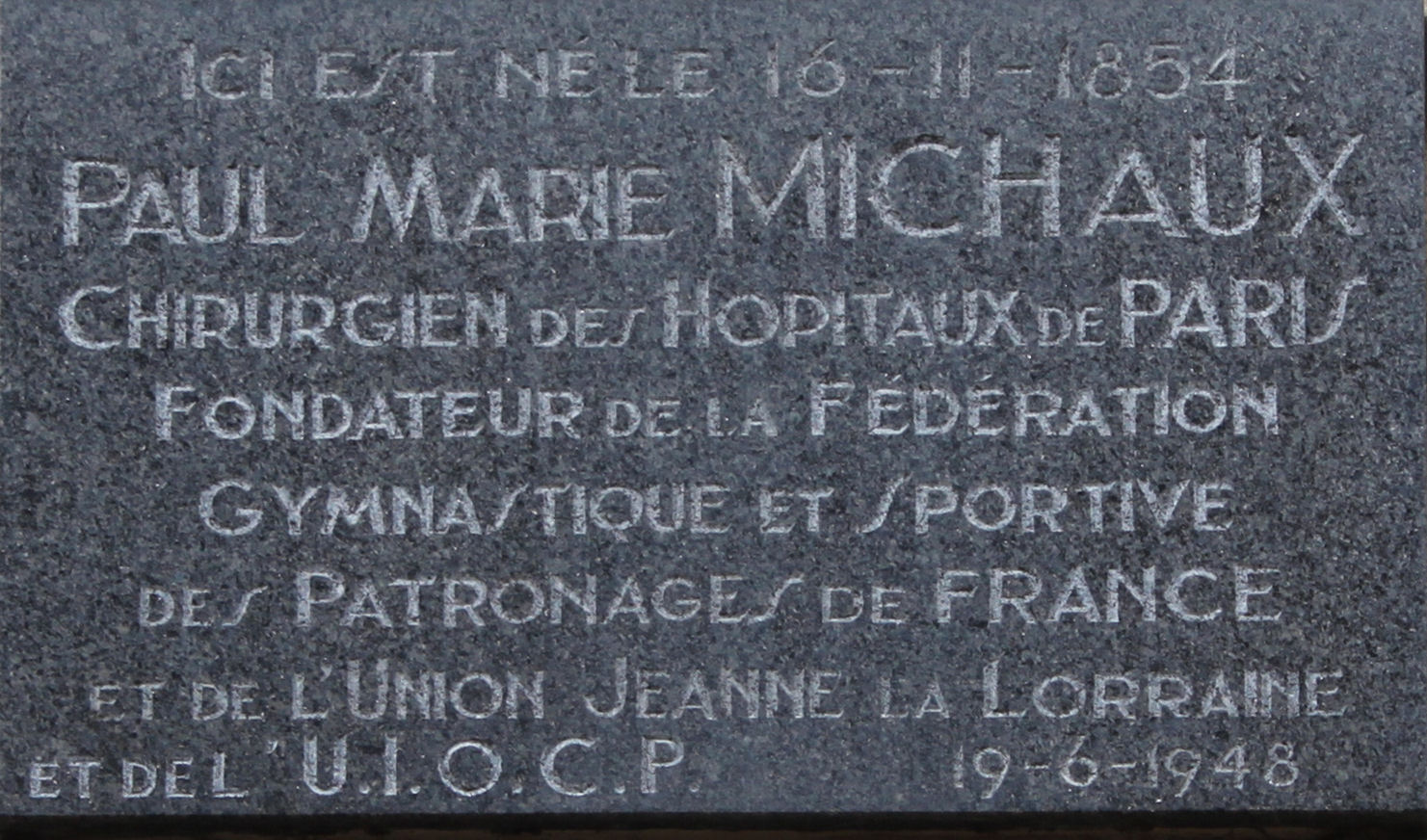
Plaque commémorative sur la maison natale du docteur Paul Michaux, à Metz.

À cette occasion et sous l’impulsion de Paul Michaux, la création d’une union internationale est alors décidée par les nations présentes ou représentées. Une plaque commémorant cet évènement est apposée sur la façade de la maison natale du Dr Paul Michaux, 8 rue Mazelle à Metz. La désignation d'origine de la nouvelle institution ainsi créée sous la présidence du comte Mario di Carpegna est alors « Union internationale des œuvres catholiques d'éducation physique » (UIOCEP). Le comte, fondateur de la FASCI, est également membre de la garde noble du pape et sa présence marque tout l'intérêt du Vatican pour l'institution. Le baron de Dieudonné (Belgique) et Paul Michaux en sont vice-présidents, Charles Simon secrétaire général-trésorier. Il est convenu que son siège social soit celui de la FGSPF, 5 place Saint-Thomas-d'Aquin à Paris. Les pays suivants participent à cette création :
- Italie : la Fédération des associations sportives catholiques italiennes[M 5] — devenue en 1944 le Centre sportif italien (CSI) — représentée par Mario di Carpegna[M 3] ;
- France : la Fédération gymnastique et sportive des patronages de France[M 5] représentée par Paul Michaux[M 3] ;
- Belgique : la Fédération nationale des sociétés catholiques de gymnastique et d'armes de Belgique[M 5] représentée par Robert Cardol[M 3] ;
- Alsace :  l'Elsaessicher Turnerbund — future Avant-garde du Rhin (AGR) — fédération des sociétés alsaciennes[M 5] représentée par Auguste Biecheler[M 3] et considérée comme autonome et non comme organisation représentative d'un land allemand ;
- Pays-Bas : la Fédération des sociétés catholiques de gymnastique et d'armes de Hollande[M 5] ;
- Suisse : la Fédération des sociétés sportives catholiques de Suisse[M 5] ;
- Canada : la Société nationale de gymnastique du Canada[M 5] représentée par le lieutenant Henri T.Scott[M 3] ;
- Irlande : la Société catholique de jeunes gens d'Irlande[M 5]. Celle-ci n'est alors que la représentante d'une province à majorité catholique de Grande-Bretagne puisque le Home Rule, premier pas vers l'indépendance, ne date que de 1914.

Les fédérations de Hollande et de Suisse, absentes, ont donné leur adhésion tandis que les États-Unis, la Colombie, l'Égypte, le Luxembourg et l'Espagne ont promis de rejoindre l'UIOCEP. Les présences de l'Alsace et de l'Irlande montrent que, là comme ailleurs, ce rassemblement relève plus de l'ordre des initiatives et des engagements privés que d'un souci de représentation nationale. Les 13 et 14 décembre 1911, les statuts et règlements sont définitivement fixés et adoptés à Rome. Le concours international organisé du 5 au 8 octobre 1912 pour l'année du Jubilé se heurte toujours aux manifestations hostiles des anticléricaux romains ce qui n'empêche pas, aux confins de l'année 1913, une première assemblée générale de l'association des athlètes dans la ville éternelle.
Dès la fin de la Première Guerre mondiale, en 1919, le comte di Carpegna abandonne ses fonctions pour se consacrer au scoutisme dont il a fondé la branche italienne dès janvier 1916 et où son action prend une dimension internationale. La présidence revient alors au Belge Félix Van de Kerkhove. Sa présidence est inaugurée en 1920 par l'adhésion de la Yougoslavie. Cependant celle de la fédération allemande, la Deutsche Jugendkraft (DJK), n'est pas sans poser de problème aux Alsaciens de l'Elsaessicher Turnerbund qui a rejoint la FGSPF l'année précédente. Il faut beaucoup de diplomatie à Paul Michaux pour persuader son ami Auguste Biecheler du bien-fondé de cette démarche. Avec l'adhésion de la Tchécoslovaquie en 1922, la question de la place des féminines dans le monde sportif catholique se pose avec les usages de l'Orel qui les a déjà bien intégrées dans ses structures. Cette question, sans cesse débattue, ne trouve pas d'aboutissement avant la guerre et l’UIOCEP reste résolument masculine. En 1927, en application du traité de Locarno, la DJK entre enfin à l'UIOCEP ; elle est suivie de la fédération autrichienne Sportunion en 1929. En 1931, le français François Hébrard accède à la présidence. En dépit de contacts sérieux, l'adhésion de la Pologne n'aboutit pas avant son invasion.

### Fédération internationale catholique d'éducation physique et sportive
Le 6 janvier 1947, à Zurich, l'UIOCEP change de nom et devient la Fédération internationale catholique d'éducation physique. François Hébrard en reste président et Armand Thibaudeau secrétaire général. La commission technique est confiée à Gabriel Maucurier. Une commission féminine est enfin créée avec Marie-Thérèse Eyquem comme présidente. Le siège reste, à Paris, celui de la FGSPF, devenue Fédération sportive de France (FSF) cette même année 1947 puis Fédération sportive et culturelle de France (FSCF) en 1968. Les tentatives d'expansion géographique après la Seconde Guerre mondiale seront peu suivies d'effets : comme l' UIOCEP, la FICEP reste une fédération essentiellement européenne. L'Espagne n'y apparaît qu'en 1957 mais joue alors rapidement un rôle très important. Elle s'en retire vingt ans plus tard, après la mort de Francisco Franco.
En 1960, la Fédération internationale catholique d'éducation physique devient « Fédération internationale catholique d'éducation physique et sportive ». Cependant l'acronyme demeure inchangé. À la suite de la décolonisation française, la FICEP enregistre l'adhésion de Madagascar. En 1973, un premier camp international regroupe des jeunes venus des diverses fédérations affiliées. Depuis lors, cet évènement se déroule chaque année dans un pays différent. En 1980, la FICEP est reconnue comme organisation internationale catholique par le Conseil pontifical pour les laïcs. Elle bénéficie, auprès de l'Organisation des Nations unies pour l'éducation, la science et la culture (UNESCO), du statut A : organisation non gouvernementale (ONG). À ce titre, elle participe en qualité d'observateur aux rencontres internationales.
La FICEP est membre :
- du Conseil international de l'éducation physique et sportive ;
- du Comité international pour le fair-play ;
- de l'Association des groupements et fédérations internationales sportives.

Après la chute des régimes communistes en 1989, la République tchèque en 1991 puis la Pologne en 1993 et la Slovaquie en 1994 réintègrent la FICEP. Celle-ci accueille ensuite le Cameroun en 1998 à la suite d'une action du Centre sportif italien. Du 28 au 30 avril 2011, la FICEP célèbre son 100e anniversaire, à Nancy, ville où s'est déroulé, cent ans plus tôt, le concours international fondateur de l'organisation. À cette occasion la Roumanie devient membre associé de la FICEP. En juillet 2011, pour marquer le 100e anniversaire de la FICEP, une équipe de 19 cyclistes, âgés de 17 à 72 ans, relie le siège social (Paris) à son lieu de création (Rome) soit 1 740 kilomètres. Ce parcours effectué en 9 jours passe par le col du Mont-Cenis, les monts Passo del Bracco et le Montezemolo.

## Fonctionnement
Si les statuts sont rédigés les 13 et 14 décembre 1911 à Rome, l'activité de la FICEP reste toutefois étonnamment sous la seule responsabilité des fédérations jusqu'au moment de sa déclaration officielle en 1992, à l'initiative du secrétaire général français Jacques Gautheron, parue au Journal officiel le 23 décembre 1992.

### Comité directeur et assemblée générale
Le comité directeur de la FICEP composé de huit membres est élu pour 4 ans. Le siège fédéral est resté depuis les origines celui de la FSCF à Paris mais la fédération dispose également d'un bureau administratif doté d'un secrétariat permanent au siège de Sportunion à Vienne. L'assemblée générale annuelle composée de tous les états membres est son instance de décision. Tous les deux ans, cette assemblée générale est élargie à un congrès qui réunit également sur plusieurs jours les commissions Sport, Jeunesse et Pastorale. Celui-ci se tient dans la semaine qui suit Pâques. En 1961, pour le cinquantième anniversaire, et en 1988 le congrès se tient à Paris au siège de l’UNESCO.

### Commissions techniques
Au nombre de trois et composées d'experts proposés par les états membres, les commissions techniques sont placées chacune sous la présidence d'un membre du comité directeur.
La commission sportive est chargée d'organiser les rencontres et compétitions dans tous leurs aspects : établissement des règlements sportifs, choix des compétitions, transmission aux organisateurs. Si le français est la langue officielle, l'allemand se trouve, de fait, la langue d'usage. Sa mission principale est l'organisation et le contrôle technique des jeux de la FICEP qui se déroulent tous les quatre ans dans l'un des pays affiliés.
La commission jeunes travaille sur les thèmes du sport, de la communauté et de la foi. Tous les ans depuis 1972 le camp international des jeunes (14-17 ans) regroupe 20 garçons et filles de chacun des pays membres. Il constitue l'outil de travail, d'échanges et d'information qui permet aux états membres d'œuvrer en commun au niveau international dans les domaines de la jeunesse et du sport pour tous.
La commission pastorale a pour mission de promouvoir les valeurs humaines et chrétiennes en collaboration étroite avec les autres commissions. Elle œuvre dans le respect des contextes nationaux régissant les rapports du sport et de l'Église qui déterminent son travail pastoral au niveau international.

## Dirigeants

### Présidents
La présidence de la FICEP est marquée dans ses débuts par une grande stabilité : sur un siècle, deux présidents ont assuré 44 ans à eux seuls : le français François Hebrard et le hollandais A.M.A. Van Gool. Depuis 1975 on note un renouvellement plus fréquent.

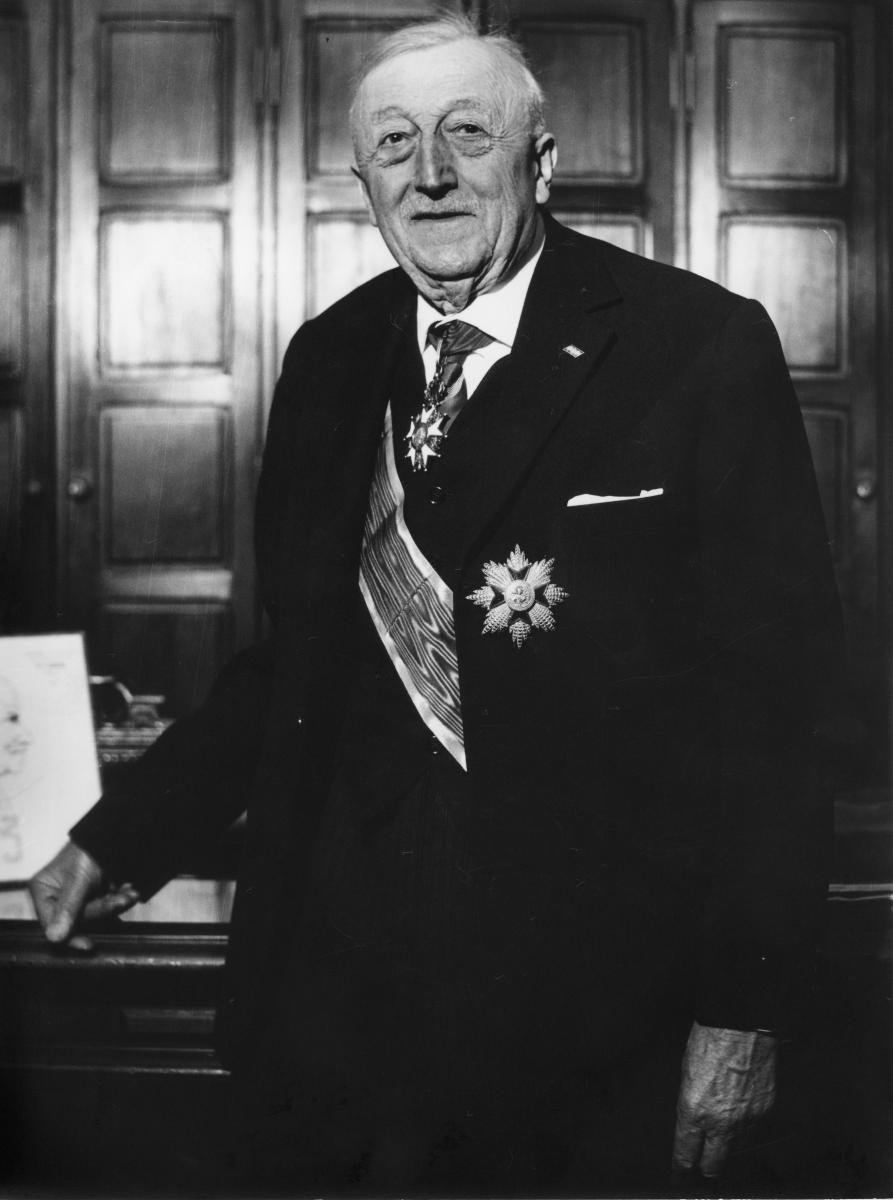
François Hebrard, 23 ans de présidence.

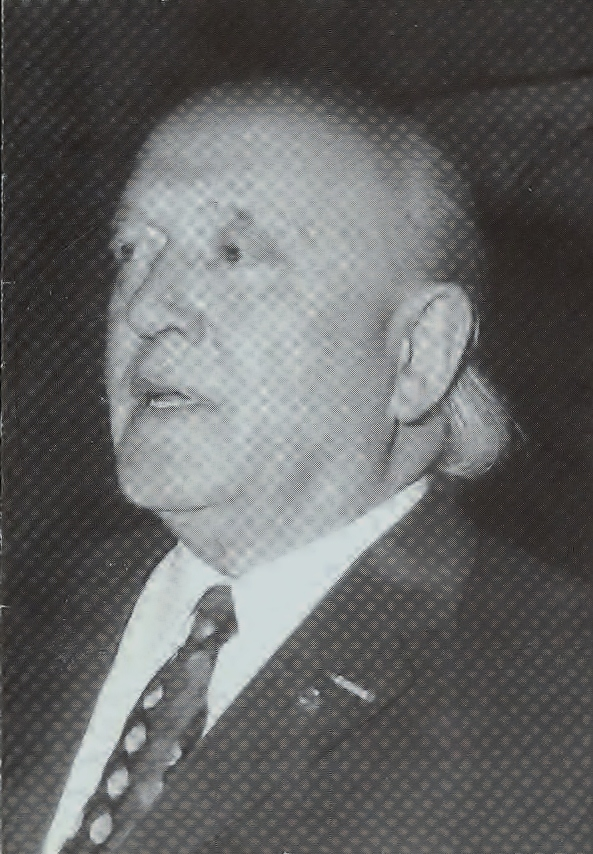
A.M.A. van Gool, 21 ans de présidence.

| #  | Nom                             | Période              |
| -- | ------------------------------- | -------------------- |
| 1  | Italie : Mario di Carpegna      | UIOCEP : 1911 - 1919 |
| 2  | Belgique : Félix v. de Kerkhove | UIOCEP : 1919 - 1931 |
| 3  | France : François Hébrard       | UIOCEP : 1931 - 1947 |
| 4  | France : François Hébrard       | FICEP : 1947 - 1954  |
| 5  | Pays-Bas : Antonius v. Gool     | FICEP : 1954 - 1975  |
| 6  | Autriche : Josef Finder         | FICEP : 1975 - 1991  |
| 7  | Belgique : Achille Diegenant    | FICEP : 1991 - 1998  |
| 8  | Pays-Bas : Dick Wijte           | FICEP : 1998 - 2003  |
| 9  | France : Clément Schertzinger   | FICEP : 2003 - 2009  |
| 10 | Allemagne : Elke Haider         | FICEP : 2009 - 2011  |
| 11 | Autriche : Gerhard Hauer        | FICEP : depuis 2011  |

### Secrétaires
La pérennité de la fonction, déjà soulignée pour la présidence, est ici encore plus flagrante : Armand Thibaudeau et Robert Pringarbe totalisent à eux deux 72 ans d'exercice.

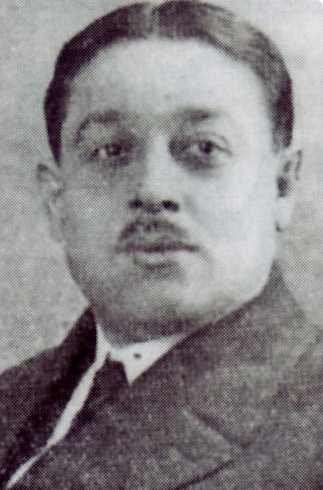
Armand Thibaudeau, 35 ans de secrétariat.

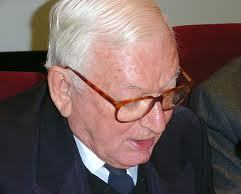
Robert Pringarbe, 37 ans de secrétariat.

| #  | Nom                           | Période              |
| -- | ----------------------------- | -------------------- |
| 1  | France : Charles Simon        | UIOCEP : 1911 - 1915 |
| 2  | France : Armand Thibaudeau    | UIOCEP : 1919 - 1947 |
| 3  | France : Armand Thibaudeau    | FICEP : 1947 - 1954  |
| 4  | France : Robert Pringarbe     | FICEP : 1954 - 1991  |
| 5  | France : Jacques Gautheron    | FICEP : 1991 - 1999  |
| 6  | France : Clément Schertzinger | FICEP : 1999 - 2003  |
| 7  | Autriche : Fritz Smoly        | FICEP : 2003 - 2007  |
| 8  | Autriche : Rainer Rosslhuber  | FICEP : 2007 - 2011  |
| 9  | France : Anne Cordier         | FICEP : 2011 - 2015  |
| 10 | Autriche : Rainer Rosslhuber  | FICEP : depuis 2015  |

## États membres
Malgré ses multiples tentatives d'extension, la FICEP demeure essentiellement européenne. La diversité des cultures des différents pays, leur histoire douloureuse sur la question du catholicisme, leur proximité avec les mouvements protestants, la diversité des rapports avec les gouvernements et les comités olympiques respectifs s'ajoutant aux raisons financières et aux difficultés de langue sont autant d'obstacles à un rapprochement international. L'éloignement de certains pays (Australie, Amériques) ne permet pas d'envisager de manière crédible l'organisation d'activités communes.
En 2011, la FICEP fédère treize nations, que l'on peut caractériser en fonction de leur date d'adhésion.

### Avant 1914
Cinq des nations fondatrices de l’UIOCEP en 1911 sont toujours membres de la FICEP en 2011 :
- Belgique, Gym & Dans Vlaanderen ;
- France, Fédération sportive et culturelle de France ;
- Italie, Centro Sportivo Italiano ;
- Pays-Bas, Thomas van Aquino ;
- Suisse, Sport Union Schweiz.

### Entre les deux guerres
La Tchécoslovaquie adhère dès 1922 à l'UIOCEP mais disparaît à la suite de la guerre de 1939-1945. Ses deux composantes actuelles adhèrent à nouveau après l'effondrement du bloc communiste en 1989, :
- République tchèque en 1991, Orel ;
- Slovaquie en 1994, Orol.

L’adhésion de l’Allemagne après l'armistice se heurte à l'opposition des Alsaciens de l'Elsaessicher Turnerbund qui ont intégré l'UIOCEP et il faut attendre le traité de Locarno pour que l'UIOCEP l'accepte en 1927. Elle est suivie de l'Autriche deux ans plus tard. Victimes du nazisme, ces deux fédérations disparaissent ensuite pour ne réapparaître qu'en 1947 : 
- Allemagne, Deutsche Jugendkraft, fondée le 16 septembre 1920 dissoute par les nazis en 1935, est recréée en 1947[M 31] ;
- Autriche, Christlich-deutsche Turnerschaft Österreichs[M 32] (CDTÖ), dissoute en 1938[M 33], réapparaît sous le nom Österreichische-Turn-und Sport-Union (OTuSU) en juin 1945[M 34] puis devient Sportunion Österreich en 2002[M 35].

### Depuis 1960
Ancienne union de la FSF, Madagascar adhère à la FICEP dès son indépendance :
- Madagascar, Madagaskar Fitaizana ny Herin’ny Zatovo Malagasy (FIHEZAMA).

En 1989 en Pologne, dès la naissance du mouvement solidarité Solidarność et le recouvrement de la liberté associative, la FICEP confie au CSI la mission d'établir des liens avec ce pays, ce qui devient effectif à partir de 1995 :
- Pologne, Katolickie Stowarzyszenie Sportowe Rzeczpospolitej Polskiej (KSSRP).

En Afrique, l’action spécifique du CSI dont la collaboration est très liée aux missions salésiennes entraîne l’adhésion du Cameroun en 1998 :
- Cameroun, Centre Sportif Camerounais (CSC).

Enfin la Roumanie devient membre associé de la FICEP à partir d'avril 2011 :
- Roumanie en 2011, Clubul Sportivo Roman (CSR).